# Menhir von Villaumur
Der Menhir von Villaumur (auch Pierre Blanche genannt) steht in der Nähe des Staudamms von Cantache in Pocé-les-Bois bei Vitré im Département Ille-et-Vilaine in der Bretagne in Frankreich.
Der Quarzmenhir, der 1971 umgestürzt wurde, wurde am Rand des Grundstückes, auf dem er ursprünglich stand, aufgerichtet. Seine Höhe beträgt etwa zwei Meter bei einer Breite von 1,6 Metern und einer maximalen Dicke von 0,9 Metern.
Der 800 Meter entfernte Menhir La Haute Pierre und der La Pierre Blanche zwischen Pocé-les-Bois und Vitré liegen auf einer Linie.